# 65-я пехотная дивизия (Российская империя)
65-я пехотная дивизия — пехотное соединение в составе Русской императорской армии

## История дивизии
Сформирована в июле 1914 года из кадра 19-й пехотной дивизии. Вошла в состав 3-й армии Юго-Западного фронта. Сражалась в Рава-Русской операции.

Отлично воевала развёрнутая из 19-й пехотной дивизии 65-я, особенно 237-й пехотный Евпаторийский полк. В её формуляр занесены Первая Галицийская битва (Ферлеюв, Рогатин), Лесистые Карпаты, затем отступление из Галиции, Виленская операция, окопная война у Сморгони, а в последний год войны, когда она составила с 78-й дивизией XXVI армейский корпус, борьба в Буковине у Дорна-Ватры и Кирлибабы.— А. А. Керсновский. История Русской армии
65-я артиллерийская бригада сформирована в июле 1914 года по мобилизации в Виннице из кадра, выделенного 19-й артиллерийской бригадой.
К январю 1918 года дивизия с приданной артиллерийской бригадой, находившиеся в составе 26-го армейского корпуса 9-й армии, были украинизированы.

## Состав дивизии
- 1-я бригада
  - 257-й Евпаторийский пехотный полк
  - 258-й Кишинёвский пехотный полк
- 2-я бригада
  - 259-й Ольгопольский пехотный полк
  - 260-й Брацлавский пехотный полк
- 65-я артиллерийская бригада

## Командование дивизии

### Начальники дивизии
- 19.07.1914 — 28.10.1914 — генерал-майор Эйхе, Георгий Фёдорович
- 11.11.1914 — 05.07.1915 — генерал-майор (с 20.12.1914 генерал-лейтенант) Постовский, Пётр Иванович
- 05.07.1915 — 22.08.1915 — генерал-лейтенант Альфтан, Владимир Алексеевич
- 25.08.1915 — xx.хх.хххх — генерал-майор (с 14.07.1917 генерал-лейтенант) Троцкий, Дмитрий Павлович

### Начальники штаба дивизии
- 20.12.1914 — 01.07.1916 — и. д. подполковник (с 15.06.1915 полковник) Поярков, Измаил Николаевич
  - 19.01.1916 — 05.02.1916 — врид капитан Генштаба Афанасьев, Анатолий Васильевич
- 01.07.1916 — 21.05.1917 — полковник (с 06.12.1916 генерал-майор) Жданов, Николай Александрович
- 30.05.1917 — хх.01.1918 — и. д. подполковник Коновалов, Пётр Ильич
- 20.01.1918 — xx.04.1918 — подполковник Рак, Онисим Григорьевич

### Командиры бригады
- 29.07.1914 — 30.09.1914 — генерал-майор Никитин, Павел Андреевич
- 22.10.1914 — 14.12.1914 — полковник (с 12.08.1914 генерал-майор) Вирановский, Георгий Николаевич
- 21.01.1915 — 02.11.1915 — генерал-майор фон Зигель, Дмитрий Михайлович
- 13.11.1915 — 21.07.1916 — генерал-майор Лятур, Стефан Юлианович
- 23.07.1916 — 03.02.1917 — генерал-майор Воробьёв, Андрей Сергеевич
- 03.02.1917 — 30.04.1917 — генерал-майор барон Корф, Николай Андреевич
- 19.05.1917 — хх.хх.хххх — полковник Липский, Антон Лаврентьевич

### Командиры 65-й артиллерийской бригады
- 25.07.1914 — 06.08.1917 — полковник (с 28.10.1914 генерал-майор) Чаплыгин, Арсений Иванович
- 06.08.1917 — хх.хх.хххх — полковник Ярчевский, Николай Павлович

### Медслужба дивизии
- **.**.1914-**.**.1916 — статский советник Бакитько, Михаил Фёдорович